# Hyalosperma cotula
Hyalosperma cotula là một loài thực vật có hoa trong họ Cúc. Loài này được (Benth.) Paul G.Wilson mô tả khoa học đầu tiên năm 1989.